# Enosburgh
Enosburgh est une municipalité américaine (town) de l'État du Vermont, située dans le comté de Franklin. Lors du recensement de 2020, sa population s'élevait à 2 810 habitants.

## Géographie
La municipalité s'étend sur 126,2 km2 dans le centre du comté de Franklin. Elle comprend les villages de Bordoville, East Enosburg, Enosburg Center, Enosburg Falls, North Enosburg, Samsonville et West Enosburg.
| Franklin  | Berkshire   | Richford   |
| Sheldon   | Enosburgh   | Montgomery |
| Fairfield | Bakersfield |            |

## Histoire
Enosburgh est nommé en l'honneur de Roger Enos, commandant des forces armées du Vermont pendant la Guerre d'indépendance américaine. Le village devient une municipalité le 15 novembre 1892.

## Politique et administration
La municipalité est administrée par un conseil de cinq membres élus (Selectboard) qui est responsable de la conduite générale des affaires locales. Il a pour fonctions de publier les règlements locaux, préparer le budget, superviser toutes les dépenses, gérer les employés municipaux et contrôler les bâtiments et les biens publics. Il est assisté de « justices de paix » élus et d'un administrateur (clerk town), réunis au sein du Conseil de l'autorité civile.